# Lý luận sức sản xuất
Lý luận sức sản xuất (tiếng Anh: Theory of productive forces) đôi khi được gọi là quyết định luận sức sản xuất (productive forces determinism) là một biến thể phổ biến rộng rãi của duy vật lịch sử và chủ nghĩa Mác, chú trọng chủ yếu vào tiến bộ kỹ thuật làm cơ sở cho sự tiến bộ, sự thay đổi cấu trúc xã hội và văn hóa của một nền văn minh nhất định. Sức mạnh liên quan tới ảnh hưởng xã hội được gán cho vai trò của phát triển kỹ thuật (hoặc công nghệ) và sự phân biệt khác nhau về tiến bộ xã hội giữa các môn phái khác nhau của các nhà tư tưởng Mác-xít. Có một khái niệm liên quan khác là quyết định luận công nghệ (technological determinism).
Trên quy tắc, quan điểm này đặt sự nhấn mạnh vào sự cần thiết phải tăng cường sức sản xuất của nền kinh tế như một điều kiện tiên quyết để thực hiện chủ nghĩa xã hội, và trong một nền kinh tế xã hội chủ nghĩa danh nghĩa, cần thiết để đạt được chế độ cộng sản. Lý thuyết này đã có nhiều trong chủ nghĩa Marx chính thốngcũng như chủ nghĩa Mác-Lenin; kết quả là, nó đóng một vai trò quan trọng trong báo cáo các chính sách kinh tế của nhà nước cộng sản mang chủ nghĩa Mác-Lênin trong thế kỷ 20.

## Chứng minh thực nghiệm
Bảo vệ ý tưởng mang tính triết học có ảnh hưởng nhất này đã được truyền bá bởi Gerald Cohen trong cuốn sách của ông "Học thuyết Lịch sử Karl Marx: Một lời bào chữa"(Karl Marx's Theory of History: A Defence). Theo quan điểm này, sự thay đổi kỹ thuật có thể gây ra thay đổi xã hội; nói cách khác, những thay đổi trong phương thức (và cường độ) sản xuất làm thay đổi mối quan hệ sản xuất, ví dụ sự giao lưu giữa tư tưởng và văn hóa của người dân, và mối quan hệ xã hội của họ có thể tiến tới thế giới rộng lớn hơn. Quan điểm này là một nền tảng của chủ nghĩa Mác chính thống.
Theo quan điểm này, chủ nghĩa xã hội thực tế, là dựa trên quyền sở hữu xã hội và phân bố rộng rãi sản phẩm thặng dư dồi dào, có thể không theo kịp, cho đến khi khả năng xã hội sản xuất của cải được tích tụ đủ để thỏa mãn toàn bộ dân số và hỗ trợ phương thức sản xuất xã hội chủ nghĩa. Sử dụng lý luận này như là nền tảng cho cương lĩnh thực tiễn của họ, có nghĩa là lý thuyết cộng sản và các nhà lãnh đạo trong các quốc gia xã hội chủ nghĩa Mác-Lênin, thực sự trả giá cho sự giả dối tính ưu việt của sự thay đổi ý thức hệ cá nhân trong việc duy trì một xã hội cộng sản, đầu tiên sử dụng sức sản xuất, và thứ hai sự thay đổi về ý thức hệ.
Lý luận sức sản xuất được gói gọn trong câu trích sau đây từ Hệ tư tưởng Đức:
...nó chỉ có thể đạt được sự giải phóng thực sự trong thế giới thực... bằng cách sử dụng phương thức thực... chế độ nô lệ không thể bị xóa bỏ mà không có động cơ hơi  nước, máy kéo sợi và máy se sợi. Chế độ nông nô không thể bị xóa bỏ mà không cần cải thiện nông nghiệp, và... nói chung, mọi người không thể giải thoát nếu như họ không thể có thực phẩm và đồ uống, nhà ở và quần áo với chất lượng và số lượng đầy đủ. 'Giải phóng' là một hành động mang tính lịch sử và không phải mang tính tinh thần, và nó xảy ra bởi điều kiện lịch sử, sự phát triển của ngành công nghiệp, thương mại, nông nghiệp, điều kiện mậu dịch [Verkehr]...— 1

### Nhà nước cộng sản
Dựa trên lý luận sức sản xuất và viễn cảnh tương quan, các hệ thống kinh tế của khối Đông Âu cũ và các nước cộng sản khác, thực sự đại diện cho một hình thức tư bản nhà nước,mà nhà nước tích lũy vốn thông qua bòn rút thặng dư của nhân dân bằng vũ lực nhằm mục đích hiện đại hóa và công nghiệp hóa nhanh chóng đất nước của họ, bởi vì các nước này không có công nghệ tiên tiến đến mức mà một nền kinh tế xã hội chủ nghĩa thực sự đạt được. Quan điểm triết học đó đã đứng sau sự nhiệt tình hiện đại hoá của Liên Xô và Trung Quốc dựa trên mong muốn công nghiệp hóa đất nước họ. Tại Trung Quốc, lý luận sức sản xuất cũng là nền tảng của thảm họa Đại Nhảy Vọt.